# 浅井星光
浅井 星光（あさい ほしみ、7月7日 - ）は、日本の女優・脚本家・演出家・殺陣師・アクションコーディネータ－・プロデューサー。本名「浅井 星美」。テアトルアカデミーATプロダクション所属。エンタ―テインメントユニット「BEAT PARADOX」（旧RHYTHM COLLECTION）主宰・HOSHIMI。

## 来歴・人物
ハワイ、台湾に空手を広めた「蹴りの神様」と謳われる、浅井哲彦と台湾の女優・陳恵珠（ちん けいじゅ、チェン ホエツー）の元に一人娘として台湾の台北市に生まれる。母・陳恵珠は台湾の背泳のオリンピック候補選手でもあり、美人魚のあだ名で親しまれ、東宝において初めての外国人女優として日本に招かれた経歴を持つ。3歳で日本に一旦帰国し、その後、両親と共に空手で世界を周る。
学生時代には、レディース・ロック・バンドのドラマーとして5年間にわたりオリジナル曲を制作しライブ活動を行う。
小学3年生の時に児童劇団に入団。〜三代目あばれはっちゃく〜『熱血あばれはっちゃく』にて、11歳でメインレギュラー坂口みどり役にてデビュー。
その後、数々の番組でメインレギュラーを勤め、NHK連続テレビ小説『ひらり』では、多田市子役に抜擢。脚本家の内舘牧子に才能を見出され、脚本家としての活動もはじめる。
1993年にダンス・アクション・ミュージカル・チーム「劇団そら（天空組）」を立ち上げ、舞台にも活動の場を広げる。その後、萩本欽一の勧めにより、本格的武術を全面に押し出すことを決意。北村龍平監督・下村勇二アクション監督がタッグを組んだ自主製作映画『VERSUS』に出演。数々の賞を獲得、アクション女優として映画・舞台で活動。「JAPAN ACTION AWARDS 2015」でベストアクション監督賞を映画『KIDS=ZERO キッズ＝ゼロ』で受賞。
1999年には、タップダンサーHIDEBOHがプロデュースするパフォーマンスユニット「BEAT PARADOX」（旧RHYTHM COLLECTION／旧SEVEN）を結成。文化庁からその芸術性の高さを認められ、日本とベトナムの日越文化交流親善大使に任命。ベトナム政府より感謝状を授与。文化庁の依頼にて「次代を担う子どもの文化芸術体験事業」の全国ツアーを4年間務める。
演出・脚本・プロデューサーとしても活動の幅を広げ、手がけた作品は100作品以上。
子役時代から培ってきた経験とスキルを駆使してテアトルアカデミーにて子役を発掘・育成。
人気バラエティ番組やドラマ・映画、帝劇ミュージカルなどに多数輩出している。
ビッグコミックスペリオールにて連載された漫画『AZUMI』の武術指導及び主人公あずみのモデルも務める。特技はダブルヌンチャク、杖、白鶴拳、剣、刀。趣味はトレーニング。

## 資格
- 日本俳優連合公認アクションコーディネーター、アクション指導員
- 日本芸能技術検定協会 ＴＡＰ検定公認タップインストラクター
- 白鶴拳教練（正統継承権所有）
- 杖道教練
- レディース空手教練
- 浅井流空手師範
- 杖道4段
- 第三種教員免許
- スポーツトレーナー　YMCメディカルトレーナーズスクール
- スポーツリーダー　日本体育協会
- 整体師・カイロプラテック　YMCメディカルトレーナーズスクール
- メンタルケア心理士(R)
- メンタルケア心理専門士(R)
- コアコンディショニングベーシックコーチ
- 救命技能認定
- 乗馬ライセンス4級
- 普通自動車免許  他多数

## 受賞歴
- 第19回 全日本杖道大会 参段の部3位
- 第1回 全日本刀道大会 3位
- 東京都陸上競技会 1500mの部 東京都5位
- 1985年度 東京都体育優良賞
- 第三回刀道全日本大会 3位
- YAMAHAロックフェス渋谷店 パワードラム賞
- JAPAN ACTION AWARDS 2015 アクション監督賞

## プロデュース・アクションコーディネート・脚本演出作品
- 「スペースモンキー 西遊記」作詞
  - 「新 西遊記〜スペースモンキー〜台湾凱旋公演」 脚本・演出・作詞
  - 「新・西遊記II〜金角・銀角〜 」脚本・演出補
- 「Crush Dancers」 脚本・演出
  - 「Crush Dancers 〜Revival〜」脚本・演出
- 「2135」脚本・演出・作詞
  - 「2135〜ミレニアムヴァージョン〜」脚本・演出・作詞
- 天空組
  - 第一回アトリエ公演「ピノキオの大冒険」 脚本・演出　1998年
  - 第二回アトリエ公演「ピノキオの大冒険」 脚本・演出　1999年
  - 第三回アトリエ公演「ピノキオの大冒険2000〜もう一つのピノキオ物語〜」脚本・演出・作詞
  - 第四回アトリエ公演〜ミニコンサート〜「The christmas box」監修・作詞
  - 第五回アトリエ公演「ピノキオの大冒険2001〜もう一つのピノキオ物語〜」脚本・演出・作詞
  - 第六回アトリエ公演「The Christmas Box vol.2 オルゴール」監修
  - 天空組第七回アトリエ公演「ピノキオの大冒険2002〜もう一つのピノキオ物語〜」脚本・演出・作詞
  - 第八回アトリエ公演「海と少年〜もうすぐサンキュウ〜」監修
  - 第九回アトリエ公演「The Christmas Box〜vol.3 melody〜」監修
  - 第十回アトリエ公演「海と少年〜恋をしたシロオビ〜」監修
  - 第十一回アトリエ公演「The Christmas Box〜vol.4 shine〜」監修・振付
  - 第十二回アトリエ公演「DANCE LIVE」演出・振付・監修
  - 第十三回アトリエ公演「The Christmas Box〜vol.5 piece〜」脚本・演出・振付・監修
- 「やさしい悪魔」脚本・演出・作詞
  - 「やさしい悪魔〜リメイクヴァージョン〜」脚本・演出・作詞
- 「TIME」脚本・演出・作詞
  - 「TIME〜2006年ヴァージョン〜」脚本・作詞・演出
- 「ピノキオの大冒険〜もう一つのピノキオ物語〜」
  - 脚本・演出・作詞・振付2003
  - 脚本・演出・振付・作詞・アクションコーディネート2004
  - 脚本・演出・振付・作詞・アクションコーディネート2005
  - 脚本・演出・振付・作詞・アクションコーディネート2006
  - 監修・プロデュース・振付・アクションコーディネート2008
- 「刀」原案・脚本・演出・作詞
  - 「刀〜Remake Version〜」原案・脚本・演出・作詞
- 「Christmas Special Live」
  - 脚本・演出・振付・出演2005
  - 脚本・演出・振付2006
- 「RHYTHM-OUT」橘 忍 役　主演・脚本・演出・殺陣・アクション指導
- 「Step By Step」演出
- One on One 
  - 14th note「呼吸する島」アクションコーディネート・指導
  - 20th note「コエラカントゥス〜深海 眠る君の声〜」アクションコーディネート・指導
- グワィニャオン「番外 池田屋・裏」アクション指導・ステージング
- 「ごめんね、龍馬」プロデュース・アクションコーディネート
- R×R「虹色の輪舞曲」アクションコーディネート
- グワィニャオン×RHYTHM COLLECTION
  - 「Aくんメモ」　アクションコーディネート・ステージング・プロデュース
  - 「帝の音、夜に華やぐ怒り」　アクションコーディネート・プロデュース・ステージング
- RHYTHM COLLECTION
  - ライブシリーズ　脚本・演出・ステージング・プロデュース
  - ミニリズムアクトライブ「シンプル!」脚本・演出・振付・出演*
  - ミニライブ2017「SELECT」脚本・演出・脚色
  - Rookie’s LIVE「りずむ」プロデュース・作・演出
- ミュージカル『present』　脚本・演出・作詞・ステージング・プロデュース
- 映画『KIDS=ZERO キッズ＝ゼロ』
  - プロデュース・アクションコーディネート
  - JAPAN ACTION AWARDS 2015 3部門受賞記念イベント　プロデュース・アクションコーディネート・脚本・演出
- 手塚治虫原作音楽劇
  - 「ファウスト」　アクションコーディネート
  - 〜歓喜のうた〜「ルードウィヒ・B」　アクションコーディネート[11]
  - 「ファウスト〜最後の聖戦〜」　アクションコーディネート
- 舞台「戦国BASARA vs Devil May Cry」　アクションコーディネート
- 舞台「BIOHAZARD THE STAGE」アクションコーディネート・ステージング
- 舞台「戦国BASARA4皇」アクションコーディネート・ステージング
- PRODUCE UNIT 大森そして故林「更地」シリーズ　アクション指導・アドバイス
- 大森 COMPANY PRODUCE「更地ベスト〜SAKURA〜」　アクション指導・アドバイス
- 舞台斬劇「戦国BASARA 4皇〜本能寺の変〜」　アクションコーディネート・ステージング
- 東京フィルムセンター11期生中間公演「Cats」　　アクションコーディネート
- 大森 COMPANY PRODUCE　人情喜劇シリーズvol.5「いじはり」　アクションコーディネート
- 「星に願いを」　脚本・演出・アクションコーディネート
- 東京フィルムセンター11期生卒業公演「CRAZY FOR YOU」　アクションコーディネート
- 宝塚歌劇団月組公演「All for One～ダルタニアンと太陽王～」　擬闘担当
- ZERO BEAT第2回公演「野良犬達のBALLAD」 アクション振付
- 「星に願いを～5つの物語～」　脚本・演出・アクションコーディネート
- 舞台「マギアレコード」魔法少女まどか☆マギカ外伝 アクションコーディネート・殺陣
- 舞台劇「からくりサーカス」　アクションコーディネート
- 「MARIGORD～絶望の花言葉～」　アクションコーディネート
- ダンスアクションミュージカル「やさしい悪魔」　脚本・演出・作詞・アクションコーディネート
- テアトルアカデミーアドバンス公演映舞劇「星に願いを」脚本・演出・アクションコーディネート
- BEAT PARADOX rookie's LIVE vol.1 「OMNIBUS」 監修・演出

### 映画
- インディペンデント「INFINITY」　星野真樹役（第7話主演）プロデュース・アクションコーディネート・脚本・演出
- キッズアクション「KIDS=ZERO キッズ＝ゼロ」　プロデュース・アクションコーディネート・アクション監督・美々役[12]
- DVD映画「タイマン3」　アクションコーディネート
- DVD映画「タイマン4」　アクションコーディネート
- 東映Xstream46配信映画「暴力無双 - サブリミナル・ウォー -」（2021年1月〜）ウィップ役・アクションコーディネート 他多数

### イベント
- 風男塾乱舞2013ツアー・渋谷公会堂　アクション監修
- JAPAN ACTION AWARDS
  - 2014授賞式　技斗演武　アクションコーデネート
  - 2015授賞式　技斗演武　アクションコーデネート
  - 2015 3部門受賞記念イベントアクションコーデネート 他多数

## 出演歴

### ドラマ
- 『明るいなかま』岸本陽子役(レギュラー)NHK
- 『はみだし刑事情熱系 Part8』第4話 内山役
- ホラーナイト第9話『守護霊』主演 かすみ役 KBS京都
- 水戸黄門外伝『かげろう忍法帖』繭役
- 『あばれはっちゃく』坂口みどり役(レギュラー) ANB
- 『ふれ愛1・2』藤島わかば役(レギュラー) CX
- 『翼をください』ロック部の生徒役 NHK
- 金曜時代劇『十時半睡事件帖』お弓役 NHK
- ドラマ新銀河『レイコの歯医者さん』青木マリ役=(レギュラー) NHK
- 連続テレビ小説『ひらり』多田市子役 NHK
- 『はるちゃん4』2話連続ゲスト主演 神埼由香役 CX
- 『HATU〜ヴァンパイアシンドローム』ホワイトファング役 KBS京都
- 木曜時代劇『次郎長背負い富士』とり役 NHK
- お宝TVデラックス『青春の光と影』ゲスト出演

### ウェブドラマ
- 暴力無双 （2021年1月24日、Xstream46） - ウィップ 役[13]

### 映画
- 『本場ぢょしこうマニュアル初恋微熱編』まり子 役
- 『ペエスケ ガタピシ物語』夏美役 松竹
- 『ファンキー・モンキー・ティーチャー2』キューティーペア役 東映
- 『ラストブロンクス〜東京番外地〜』トンファー使いの港野洋子 役
- 『VERSUS』アサシン 役　東京国際ファンタスティック映画祭出展作品[14][15]
- 『あずみ』あずみのアクション担当
- 『THE ULTIMATE VERSUS』アサシン役
- 『メシア〜伝えられし者たち〜』主守鎬 役[16]。
- 『DP』クドウ 役 他[17]
- 『英雄傳』浅香光 役[18]

### 舞台
- 「スペースモンキー 西遊記」孫悟空役(主演)　作詞
- 「新 西遊記〜スペースモンキー〜台湾凱旋公演」 孫悟空役(主演)　脚本・演出・作詞
- 「新・西遊記II〜金角・銀角〜 」孫悟空役(主演)　脚本・演出補
- 「Crush Dancers」 北条司 役(主演)　脚本・演出
- 「Crush Dancers 〜Revival〜」北条司 役(主演)　脚本・演出
- 「2135」真鵺・イクシマ 役 (主演)　脚本・演出・作詞
- 「2135〜ミレニアムヴァージョン〜」真鵺・イクシマ 役 /脚本・演出・作詞
- 「やさしい悪魔」天使 役(主演)　脚本・演出・作詞
- 「トゥーランドット」
- 「やさしい悪魔〜リメイクヴァージョン〜」天使 役 (主演) /脚本・演出・作詞
- 「TIME」ひなた 役(主演) /脚本・演出・作詞
- 「刀」メイリン 役(主演) /原案・脚本・演出・作詞
- 「刀〜Remake Version〜」メイリン 役(主演) /原案・脚本・演出・作詞
- 「SEVEN's special」(主演)
- 「SEVEN PRESENTS」(主演)
- 「SEVEN The 3rd Live」(主演)
- 「SEVEN 6th LIVE RHYTHM SELECTION」(主演)
- 「TIME〜2006年ヴァージョン〜」セコンド 役(主演) /脚本・作詞・演出
- 「RHYTHM-OUT」橘 忍 役(主演) /脚本・演出・殺陣・アクション指導
- 「RHYTHM-OUT2008」橘 忍 役 (主演) /脚本・演出・殺陣・アクション指導
- 吉本show喜劇「笑いの城」お光役
- '11「ごめんね、龍馬」プロデュース/主演
- 後藤冬樹主宰「チャリティーライヴ子守唄プロジェクト」
- ハグハグ共和国vol.25 『シュガー×ペッパー』客演
- R×R「虹色の輪舞曲」アクションコーディネート/赤(主演)[19][20]。
- 「帝の音、夜に華やぐ怒り…」プロデュース/安藤れい子(主演)[21]。
- PRODUCE UNIT 大森そして故林「更地6・7」
- 大森 COMPANY PRODUCE「更地ベスト〜SAKURA〜」
- 吉本新喜劇×世界のパフォーマー特別公演「THE舶来寄席2016」東京公演
- 大森 COMPANY PRODUCE喜劇「更地セレクト～SAKURA～」
- ZERO BEAT第2回公演「野良犬達のBALLAD」　中城仁美役
- チャピロック企画「ハーフブリード・プロトコル」　19日公演ゲスト出演
- 大森 COMPANY PRODUCE喜劇「更地14」
- ZOROMEHA企画第1弾「楽屋～流れ去るものはやがてなつかしき～」²　女優B役
- チャピロック企画「MARIGORD～絶望の花言葉～」千寿麻里役（主演）
- Yプロジェクト「白虎隊～獅子たちの什の掟～」　西郷千恵子役
- 「MARIGORD～絶望の花言葉～」　千寿麻里役（主演）
- ZOROMEHA企画第2弾「ぼくらは生れ変わった木の葉のように」　女役
- ダンスアクションミュージカル「やさしい悪魔」　存在役
- 演劇集団「ラビット番長」第48回公演「成り果て」　天野幸恵役（主人公の母親役）
- ZOROMEHA企画第3弾「雨の夏、三十人のジュリエットが還ってきた」　加納夏子役

#### BEAT PARADOXとしての活動
- BEAT PARADOX rookie's LIVE vol.1 「OMNIBUS」

#### RHYTHM COLLECTION（旧ユニット名）として出演
- 文化庁主催
  - 「H20年度　本物の舞台芸術体験事業」　東京・茨城・山梨
  - 「H21年度　本物の舞台芸術体験事業」　京都・新潟・富山
  - 「H22年度　子どものための優れた舞台芸術体験事業」　京都・福井・富山・新潟
  - 「H23年度　次代を担う子どもの舞台芸術体験事業」　福島・埼玉・栃木・群馬
- 「Rookie's Live」
  - プロデュース
  - 「Rookie's Live2」プロデュース
  - 「Rookie's Live3」プロデュース
- 千代田区立和泉小学校公演
- 千葉県佐倉市立井野中学校公演
- 吉本新喜劇×世界のパフォーマー特別公演　「THE 舶来寄席2016」東京公演
- ルミネtheよしもと「Joy!Joy!エンタメ新喜劇」　チアリーダー役

### CM
- National洗濯乾燥機Lad」他
- 江崎グリコ「キスミント 競馬好きOL」上司役
- Panasonic「コードレステレフォン」ドラマー役

### イベント
- SOUL FREEDOM 20th ANNIVERSARY

#### RHYTHM COLLECTION（旧ユニット名）として出演
- 「PRIDE男祭り～頂」　TAPダンサー出演
- 文化交流親善大使として出演
  - Japan Festival in Vietnam 2006/2009
  - Vietnam Festival in Japan 2008/2009
- イベントJAPAN2011・ダスキンアクティブコレクションパフォーマンス
- 後藤冬樹主宰「チャリティーライヴ子守唄プロジェクト」
- パラマウントジャパンホームエンターテインメント100周年記念オープニングアクト
- 総合格闘技DREAMオープニングアクト
- 風男塾乱舞2013ツアー・渋谷公会堂　アクション監修
- 第2回JAPAN ACTION AWARD 技斗演舞

### バラエティー
- 『悠々くらぶ』レギュラー NHK

### アクションアクター
- ファイナルファンタジーVIII（1999年2月11日、PS） - リノア・ハーティリー、セルフィ・ティルミット
- 新女神転生
- トレジャーハンター